# F. F. Bosworth
Fred Francis Bosworth (Utica, Nebraska, 17 de janeiro de 1877 — 23 de janeiro de 1958) foi um evangelista norte-americano.
Foi um dos primeiros autores a publicar sobre o ensino bíblico cristão da cura divina.